# Maria Tănase
Maria Tănase (pronunciat en romanès: [maˈri.a təˈnase]; Bucarest, 25 de setembre de 1913 - 22 de juny de 1963) va ser una cantant i actriu romanesa. La seva música anava des de la música tradicional romanesa fins al romanç, el tango, la chanson i l'opereta.
Tănase té una importància similar a Romania com Édith Piaf a França o Amália Rodrigues a Portugal. En la seva carrera de gairebé tres dècades, va ser àmpliament considerada com la diva nacional de Romania, sent admirada per la seva originalitat, veu, bellesa física i carisma. A Romania, encara es considera una icona cultural important del segle xx. El 2006 va ser inclosa a la llista dels 100 romanesos més grans de tots els temps per una enquesta nacional.
Entre les seves cançons hi ha Cine iubește și lasă (1937), Leliță cârciumăreasă (1939), Bun îi vinul ghiurghiuliu (1938), Doina din Maramureș (1956), Ciuleandra (1956) i Până nu te iubeam.

## Biografia
Nascuda al suburbi de Bucarest de Cărămidarii de Jos, o Cărămidari, Maria Tănase va assistir a l'escola primària número 11 de Tăbăcari. El seu pare, Ion Coanda Tănase, era mestre jardiner i florista, també propietari d'un gran viver als afores de Bucarest, que donava feina a treballadores de diferents regions de Romania. Aquestes dones, al seu torn, compartirien cançons i contes populars tradicionals que van captivar profundament la petita Maria, que li havien de deixar una empremta permanent.
Va fer el seu debut teatral a Cărămidarii de Jos, a l'institut "Ion Heliade Rădulescu". El 1934, es va incorporar al Teatre "Cărăbuş" de Constantin Tănase amb l'ajuda i els consells de l'escriptor de diari Sandu Eliad, que en aquell moment era la seva parella. El seu veritable debut va tenir lloc el 2 de juny de 1934 amb el nom artístic de Mary Atanasiu. A la tardor de 1937 va gravar les seves primeres cançons populars a l'estudi Columbia de Bucarest. El 20 de febrer de 1938 seva veu es va escoltar per primera vegada a la ràdio. Poc després, va començar a desenvolupar un seguiment local i internacional. Va representar Romania a l'Exposició Universal de Nova York de 1939. Durant els primers mesos de l'Estat Nacional Legionari, a Maria Tănase se li va prohibir actuar en públic i els seus enregistraments van ser destruïts.
Durant la Segona Guerra Mundial, juntament amb George Enescu, George Vraca i Constantin Tănase, feia gires escèniques cantant davant de soldats ferits al camp de batalla. El desembre de 1943, va cantar a les festes de Nadal al Regiment de Cavalleria Reial, on el rei Miquel I de Romania, Ion Antonescu, Mihai Antonescu i tots els membres del govern estaven presents com a convidats. El 1944, Maria Tănase es va dedicar a cantar a l'opereta d'Edmond Audran "Mascota" (La mascota).

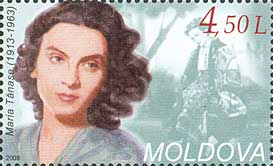
Tănase en un segell de Moldàvia del 2003

Després de la Segona Guerra Mundial, va actuar al Review Ensemble Theatre i al Teatre Satíric i Musical "Constantin Tănase". Va tenir papers a les obres de teatre "El cadàver vivent" de Lev Tolstoi el 1945, i "Horia" de Mihai Davidoglu el 1956. El 1946 va tenir el paper principal en la comèdia musical "The Hollywood Sphinx", de Ralph Benatzky. Va cantar a la pel·lícula "Romania" el 1947, i el 1958 va actuar tant a "Ciulinii Bărăganului" (Els cards del Bărăgan) com al curtmetratge "Amintiri din București" (Memòries de Bucarest). Durant aquests anys la Maria també va anar molt de gira, va fer més de quaranta viatges només a la ciutat de Nova York.
El 1952, a Maria Tănase se li va oferir una plaça a l'Escola de Música núm. 1 de Bucarest, al departament de cançons populars tradicionals de recent creació; El 1962 la va trobar com a guia "Taraful Gorjului" (La Banda de Música Folk de Gorj) a Târgu Jiu i els artistes de "taraf", a petició seva.
L'1 de maig de 1963, després d'un concert a Hunedoara, es va veure obligada a cancel·lar la seva gira i qualsevol altra actuació per malaltia. El 22 de juny de 1963 va morir de càncer. Va ser enterrada al cementiri Bellu de Bucarest, Romania.
El 1955, Maria Tănase va rebre el Premi Estatal i el 1957 va ser guardonada amb les medalles "Ordinul Muncii" (L'Ordre de l'Activitat), "Premiul de Stat" (Premi Estatal) i el títol "Artista Emerita" (Artista d'Honor de la República) per les seves contribucions a les arts.
Tanmateix, durant la seva vida, molts romanesos també l'havien recordat amb afecte com la seva pròpia Edith Piaf, la llegendària cantant francesa. Tănase va morir el juny de 1963 de càncer de pulmó, tres mesos abans del seu 50è aniversari, mentre que Edith Piaf va morir a l'octubre, a dos mesos del seu 48è. Una multitud de gent havia omplert els carrers de Bucarest els dies de la seva mort, per commemorar la dama que va ajudar a popularitzar la música popular del seu país.

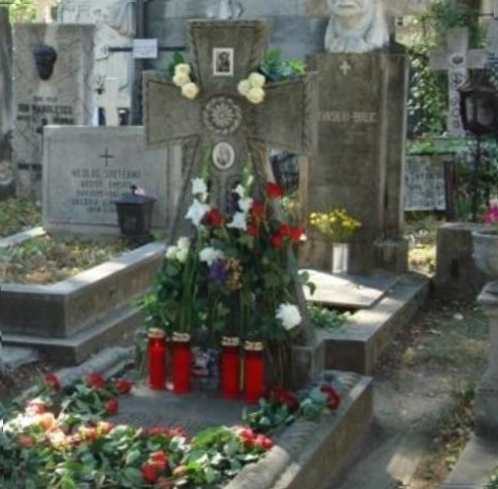
La tomba de Maria Tănase en el que hauria estat el seu 100 aniversari (al cementiri de Bellu, Bucarest)

| Curs | Títol                         | Etiqueta           |
| ---- | ----------------------------- | ------------------ |
| 1994 | Grans èxits                   | Música Intercont   |
| 1994 | Maria Tănase Volum I          | Electrecord        |
| 1997 | Maria Tănase Volum II         | Electrecord        |
| 2000 | Maria Tănase Volum III        | Electrecord        |
| 2000 | Malediction d'Amour           | Música d'Orient    |
| 2001 | Ciuleandra                    | Música d'Orient    |
| 2002 | Magic Bird - Els primers anys | Música d'Orient    |
| 2007 | Maria Tănase part I           | Diari Nacional     |
| 2007 | Maria Tănase part II          | Diari Nacional     |
| 2008 | Discul de aur                 | Diari Nacional     |
| 2011 | Anys '30-'40                  | Electrecord        |
| 2013 | Cantece popular. 1953–1961    | Editura Casa Ràdio |

## Llegat
El 1939, després de conèixer Tănase per primera vegada, Constantin Brâncuși li va dir: "Quan et sentís cantar, Maria, podré tallar per a cada cançó nostra un ocell a l'espai! " La considerava un "símbol de tots els romanesos".
La famosa soprano russa Lydia Lipkowska també va quedar fascinada pel seu art: "Ningú va aconseguir impressionar-me tan profundament amb la interpretació de cançons tradicionals i peces de música pop de la manera que ho va fer ella. La seva veu em penetra, em remou, em pertorba amb tanta força que sempre marxo com si tastés una poció miraculosa; Sento que no tinc control sobre els meus propis sentiments!"
Nicolae Iorga la va anomenar "Pasarea măiastră" ("L'ocell majestuós").
Mihail Sadoveanu la considerava "la primera rapsoda autèntica" dels romanesos.
La guardonada amb el Premi Nobel de Literatura 2009, Herta Müller, ha parlat moltes vegades de la influència que Maria Tănase va tenir sobre ella: "Quan vaig escoltar Maria Tănase per primera vegada em va sonar increïble, va ser per primera vegada que realment em vaig sentir el què volia dir el folklore. La música popular romanesa està connectada amb l'existència d'una manera molt significativa. Tanmateix, el folklore alemany no em va inspirar gens."
El músic britànic Nigel Kennedy amb la banda polonesa Kroke va celebrar el seu llegat amb un enregistrament titulat "Tribute to Maria Tănase", que es va incloure al seu àlbum de 2003 East Meets East. Els temes musicals d'aquesta pista són la cançó de Maria Tănase Lunca, Lunca (Prat, Prat) i Sarba bătrânească de Gheorghe Zamfir.
Se suposa que el personatge de Florica a la primera novel·la de la trilogia Fortunes of War d'Olivia Manning es va basar en Maria Tănase.
El 2013, el grup musical Pink Martini va nomenar Maria Tănase com una de les seves majors inspiracions i va cobrir el fill Pre când nu te iubeam.
El 2013 la cantant romanesa Oana Cătălina Chițu que viu a Berlín, va publicar l'àlbum Divine amb cançons del repertori de Maria Tănase.
El 25 de setembre de 2013, Google Romania va celebrar el llegat de Maria Tănase amb un doodle, que va marcar el que hauria estat el seu 100è aniversari.